# Барьо, Таина
Таина́ Барьо́ (фр. Taïna Barioz, род. 2 июня 1988 года, Папеэте) — французская горнолыжница, чемпионка мира 2011 года в команде, участница Олимпийских игр 2010 и 2018 годов, призёр этапа Кубка мира. Специализировалась в гигантском слаломе.
В Кубке мира Барьо дебютировала в 2006 году, в декабре 2009 года первый раз попала в тройку лучших на этапе Кубка мира в гигантском слаломе. Второй и последний раз попала в тройку лучших спустя 6 с лишним лет, заняв второе место в гигантском слаломе в Санкт-Морице 20 марта 2016 года. Лучшим достижением Барьо в общем зачёте Кубка мира является 39-е место в сезоне 2011/12.
На Олимпиаде-2010 в Ванкувере заняла 9-е место в гигантском слаломе, хотя шла второй после первой попытки.
На Олимпийских играх 2018 года заняла 19-е место в гигантском слаломе.
Завершила карьеру в 2018 году.
Использовала лыжи и ботинки производства фирмы Rossignol.

## Результаты на крупнейших соревнованиях

### Зимние Олимпийские игры
| Олимпийские игры | Скоростной спуск | Супергигант | Гигантский слалом | Слалом | Комбинация | Команды |
| ---------------- | ---------------- | ----------- | ----------------- | ------ | ---------- | ------- |
| 2010 Ванкувер    | —                | —           | 9                 | —      | —          | н/д     |
| 2018 Пхёнчхан    | —                | —           | 19                | —      | —          | —       |

### Призовые места на этапах Кубка мира (2)
| № | Сезон   | Дата        | Место проведения | Дисциплина        | Место | Отчёт |
| - | ------- | ----------- | ---------------- | ----------------- | ----- | ----- |
| 1 | 2009/10 | 28 дек 2009 | Лиенц            | Гигантский слалом | 3     |       |
| 2 | 2015/16 | 20 мар 2016 | Санкт-Мориц      | Гигантский слалом | 2     |       |